# Йоан (Козлович)
Йоан Козлович (*1703 — †17 березня 1758, Переяслав) — український церковний діяч, духовний письменник. Філософ — послідовник Р. Декарта і Г. В. Лейбніца. Теоретик риторики та гомілетики. Автор "Керівництва щодо мистецтва красномовства", яке розвивало ідеї Митрофана Слотвинського та Стефана Яворського. 
Випускник Києво-Могилянської академії, ректор Слов'яно-греко-латинської академії у Москві, Єпископ Переяславський і Бориспільський

## Біографія
Здобув освіту в Києво-Могилянській академії, і в ній після закінчення курсу, викладав риторику.
1742 р. призначено префектом і вчителем філософії в Московській слов'яно-греко-латинській академії. З 1745 р. був учителем богослов'я.
1748 р. призначений архімандритом московського Донського монастиря, ректором Слов'яно-греко-латинської академії і настоятелем училищного Заіконоспаського монастиря. Йоан жив постійно в Донському монастирі, а академічними справами завідував префект академії, ієромонах Констянтин Бродський.
7 березня 1753 р. Йоан був висвячений на єпископа Переяславського та Бориспільського. В своїй єпархії особливо дбав про освіту юнацтва; на свій рахунок він вибудував у Переяславі кам'яний корпус для семінарії, в якому остання містилася більше 100 років, до переведення в 1862 році в Полтаву; на монастирські кошти були збудовані два дерев'яні будинки для бідних учнів семінарії, на утримання яких засоби збиралися здебільшого натурою, з церковних земель і священиків.
Йоан Козлович, між іншим, був призначений Священним Синодом РПЦ для здійснення поховання святителя Йоасафа Білгородського, тіло якого в труні стояло відкрито в Свято-Троїцькому соборі більше місяця, не піддаючись тлінню. Лише 28 лютого 1755 року у співслужінні численного сонму пастирів, Йоан Козлович проводив труну з тілом Йоасафа до склепу (у південно-західній частині бєлгородського Свято-Троїцького собору), який був споруджений за повелінням покійного святителя.
Як людина, єпископ Йоан відрізнявся повною необтяжливістю і надзвичайно щедрою роздачею милостині. За його наполяганням, при всіх церквах Переяслава були зведені «шпиталі» (госпіталі), тобто будинку піклування для убогих, в які він сам жертвував все, що тільки міг. Всякий, хто потерпів яке-небудь матеріальне нещастя, від пожежі, злодія тощо, міг бути впевнений, що отримає у преосвященного допомогу. Він відвідував також і в'язниці, підбадьорюючи і втішаючи ув'язнених. Розповіді про його біднолюбство і співчутливість передавалися з вуст у вуста. Він був прозваний Іваном Милостивим.
Помер 17 березня 1758 в Переяславі. Після його смерті у нього було знайдено всього 2 копійки. Все інше було роздано бідним.

## Творчість
Йоан Козлович створив кілька проповідей. Відомий також його курс філософії, прочитаний у Московській слов'яно-греко-латинській академії, в якому він відходить від принципів грецького філософа Арістотеля і схиляється до новітньої філософії Р. Декарта і Г. В. Лейбніца.